# Valašské Meziříčí (nádraží)
Valašské Meziříčí je železniční stanice v západní části města Valašské Meziříčí v okrese Vsetín ve zlínském kraji poblíž soutoku řek Bečva a Rožnovská Bečva. Leží na tratích Hranice na Moravě – Púchov, Valašské Meziříčí – Rožnov pod Radhoštěm, Kojetín – Valašské Meziříčí a Ostrava – Valašské Meziříčí. Stanice je elektrizovaná (3 kV ss, trať 280).

## Historie

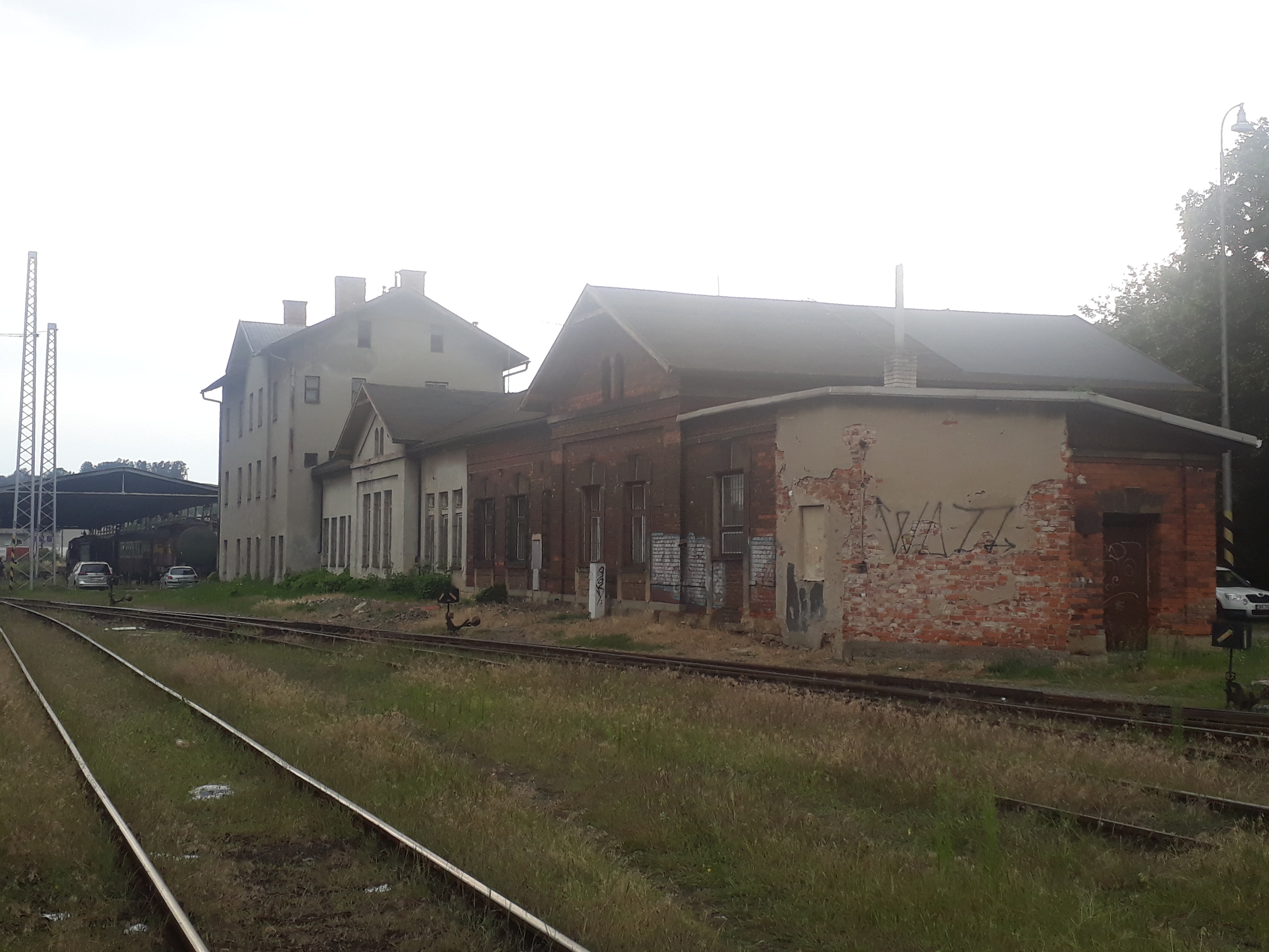
Bývalé výpravní budovy v někdejší stanici Krásno (vlevo ÖLEG, vpravo KFNB)

Při stavbě železnice proti proudu Bečvy společností Rakouská společnost místních drah (ÖLEG) vznikla u soutoku s Rožnovskou Bečvou původně dvě nádraží: stanice Krásno u tehdy samostatného stejnojmenného města na severním břehu Rožnovské Bečvy, která byla zprovozněna 1. listopadu 1884 zahájením pravidelného provozu z Hranic do Hrachovce (roku 1892 trať prodloužena do Rožnova pod Radhoštěm) a stanice Valašské Meziříčí na opačném břehu Rožnovské Bečvy, která byla otevřena 1. července 1885 s celým zbylým úsekem do Vsetína. Obě budovy vznikly dle typizovaného stavebního plánu železničních stanic příslušných společností. Dne 1. června 1888 byl zahájen provoz na trati postavené společností Severní dráha císaře Ferdinanda (KFNB) propojující koncovou trať v Bystřici pod Hostýnem a dráhu z Ostravy do Frýdlantu nad Ostravicí jakožto alternativní spojení Vídně a Krakova, které tolik neohrožovala blízká hranice s Pruskem. (KFNB též převzala tratě ÖLEG ve Valašském Meziřící) KFNB přistavěla při jižní straně existující staniční budovy vlastní cihlový výpravní objekt.
Po zestátnění KFNB v roce 1906 pak obsluhovala stanici jedna společnost, Císařsko-královské státní dráhy (kkStB), po roce 1918 pak správu přebraly Československé státní dráhy.
V roce 1924 došlo k administrativnímu spojení měst Krásno a Valašského Meziříčí, schválen byl též plán pro výstavbu nové jednotné výpravní budovy využívající areálu krásenské stanice. Nové nádraží ve funkcionalistickém stylu bylo otevřeno 15. listopadu 1937 v rámci zdvoukolejnění a prodloužení trati ze Vsetína dále na Slovensko k řece Váh přes Horní Lideč do Púchova pod sjednoceným názvem Valašské Meziříčí, ačkoliv se objevovaly kritické hlasy, které požadovaly dvojí název Valašské Meziříčí-Krásno. Meziříčské nádraží bylo zrušeno. V této době vznikla také v kolejišti vodárenská věž. Další stavební úpravy proběhly ve 2. polovině 20. století.
Elektrický provoz byl ve stanici zahájen 25. ledna 1960.

## Popis
Nachází se zde jedno hranové nástupiště u staniční budovy s přístřeškem a dvě krytá ostrovní nástupiště s podchody a elektronickým informačním systémem. Rekonstrukce zanedbané budovy nádraží je naplánována na rok 2022 (2019). U severního zhlaví se nachází budovy provozní jednotky Depa kolejových vozidel Olomouc.